# Untold Festival
A kolozsvári Untold Festival, bár csak 2015-ben rendezték meg először, Románia legnagyobb zenei fesztiváljának számít.

## Története

### 2015
A fesztivált először 2015-ben szervezték meg, abban az évben, amelyben Kolozsvár elnyerte Európa Ifjúsági Fővárosa címet. Az esemény július 30. – augusztus 2. között zajlott, és több, mint 240 000 nézőt vonzott az előadásokra.
A fesztivál első évének promoválására a Pay with Blood nevű programot szervezték, amely abból állt, hogy bárki, aki 2015 júliusában véradáson vett részt a Kolozsváron vagy Bukarestben e célból létrehozott központban, ingyenjegyet kapott a fesztiválra. A programot nemzetközileg is elismerték, nem csak a humanitárius mivolta miatt, hanem a nagyon jó kampányfogás miatt is, összekapcsolva az erdélyi sztereotípiának számító vámpírokat a véradással. 
A meghívott előadók között egyaránt román és külföldi művészek is voltak, többek között Armin van Buuren, Avicii, David Guetta, ATB, Dimitri Vegas & Like Mike, Tom Odell, John Newman és még sokan mások.
A koncerteket három különböző színpadon rendezték, a Kolozsvár Arénában, a Sala Polivalentă épületében, valamint az épület előtt felállított színpadon.

### 2016
A fesztivál 2016-ban augusztus 4. – augusztus 7. között rendezték meg. A legnevesebb meghívottak Dimitri Vegas & Like Mike, Hardwell, Martin Garrix, Armin van Buuren, Afrojack és Tiesto voltak. A Lonely Planet 2016-ban az év első számú turisztikai látnivalójának minősítette a fesztivált.

### 2017
A harmadik kiadást 2017. augusztus 3.–6. között rendezték meg. Felléptek Afrojack, Armin van Buuren, Axwell és Ingrosso, Dimitri Vegas & Like Mike, Hardwell, Martin Garrix, Alan Walker, Ellie Goulding, valamint Steve Aoki. A nézők száma 330 000 felett volt.

## Elismerések
Az Untold Festival 2015-ben elnyerte a Best Major European Festival címet.

## Kritikák
A kolozsváriakat zavarta a belvárosban megrendezett fesztivállal együtt járó forgalomkorlátozás és zajszennyezés, ezért 2017-ben aláírásgyűjtést indítottak, hogy a rendezvényt költöztessék ki a városból. A fesztivál helyszíne közel van a gyermekkórházhoz, ami súlyosbítja a problémát. A 2017-es fesztivál harmadik napján 12 bűncselekmény elkövetését észlelték, és 387 személyt kellett elsősegélyben részesíteni, ebből 15 esetben a fesztiválozót kórházba kellett szállítani.

## Fordítás
- Ez a szócikk részben vagy egészben  az   Untold Festival című román Wikipédia-szócikk ezen változatának fordításán alapul.  Az eredeti cikk szerkesztőit annak laptörténete sorolja fel. Ez a jelzés csupán a megfogalmazás eredetét és a szerzői jogokat jelzi, nem szolgál a cikkben szereplő információk forrásmegjelöléseként.
- Ez a szócikk részben vagy egészben  az   Untold Festival című angol Wikipédia-szócikk ezen változatának fordításán alapul.  Az eredeti cikk szerkesztőit annak laptörténete sorolja fel. Ez a jelzés csupán a megfogalmazás eredetét és a szerzői jogokat jelzi, nem szolgál a cikkben szereplő információk forrásmegjelöléseként.